# 魯亨山
47°38′59″N 11°57′0″E / 47.64972°N 11.95000°E

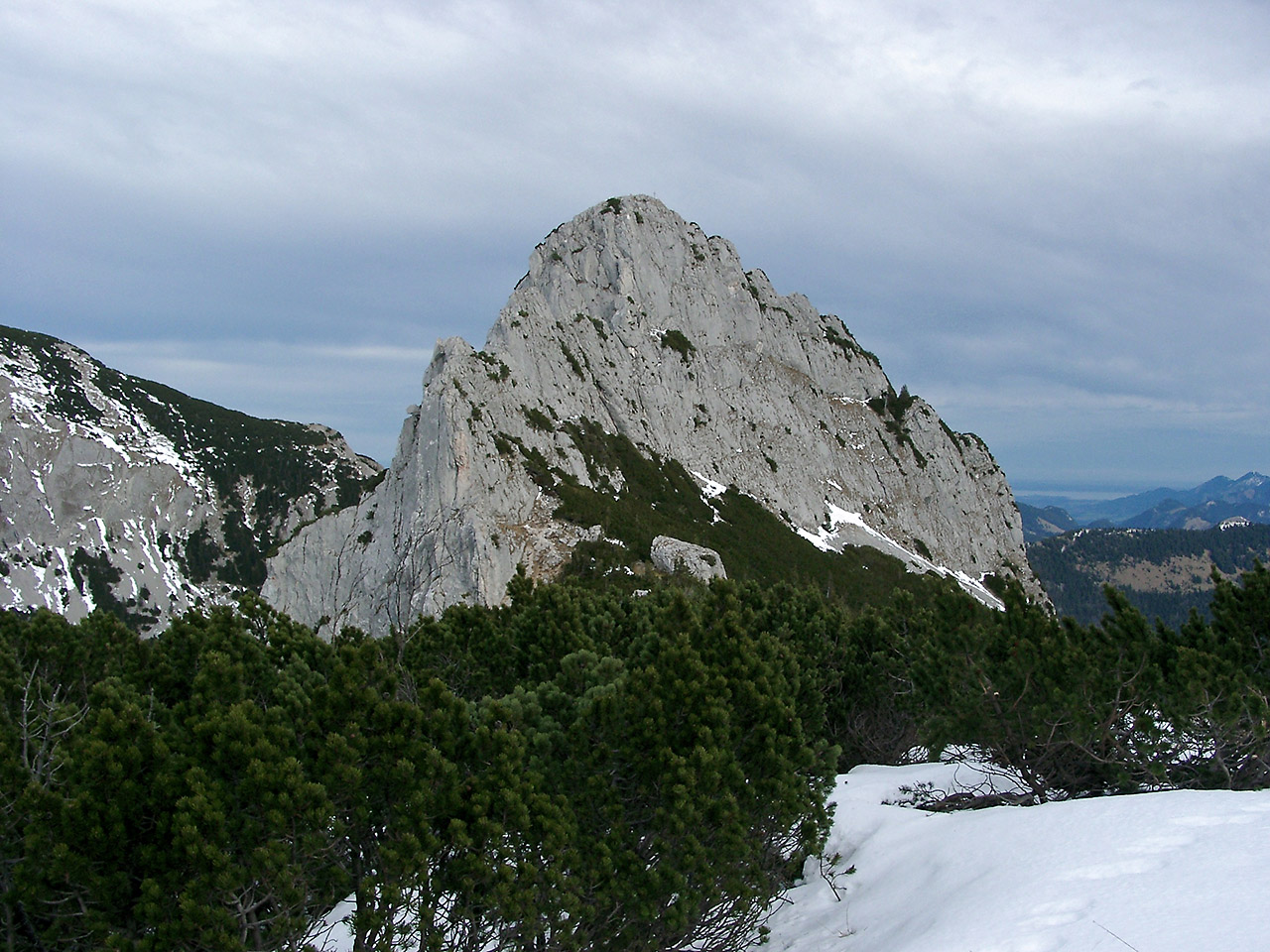

魯亨山（德語：Ruchenköpfe），是德國的山峰，位於該國東南部，由巴伐利亞負責管轄，屬於巴伐利亞前阿爾卑斯山脈的一部分，距離奧爾峰0.5公里，海拔高度1,805米，每年平均降雨量1,847毫米。